# Sárgaszemű pingvin
A sárgaszemű pingvin (Megadyptes antipodes) a madarak (Aves) osztályának pingvinalakúak (Sphenisciformes) rendjébe, ezen belül a pingvinfélék (Spheniscidae) családjába és a Spheniscinae alcsaládjába tartozó Megadyptes nevű madárnem egyetlen élő és egyben típusfaja is. Maori nyelven ezt a pingvint, hoiho-nak nevezik.

## Rendszertani besorolása és kifejlődése
A szóban forgó pingvin, a Megadyptes nevű madárnem egyetlen élő képviselője. 2008-ban felfedeztek egy kisebb méretű, mára már kihalt pingvinfajt, melyet a vizsgálódások után a Megadyptes pingvinnembe soroltak be, Megadyptes waitaha név alatt. Az ornitológusok, korábban úgy vélték, hogy a sárgaszemű pingvin legközelebbi élő rokona a kék pingvin (Eudyptula minor), viszont a sejtmag- és a mitokondriális DNS-kutatások azt mutatják, hogy az Eudyptes-fajokkal áll közelebbi rokonságban. E madarak DNS-én végzett vizsgálatok szerint a Megadyptes-Eudyptes kettéválás, körülbelül 15 millió évvel ezelőtt történhetett meg.
Ezt a pingvinfajt 1841-ben, Jacques Bernard Hombron és Honoré Jacquinot, francia sebészek és természettudósok írták le először. Ők kezdetben a Catarrhactes antipodes nevet adták ennek a madárnak, de még ugyanabban az évben átnevezték a mai tudományos nevére, azaz a Megadyptes antipodes-ra.

## Előfordulása

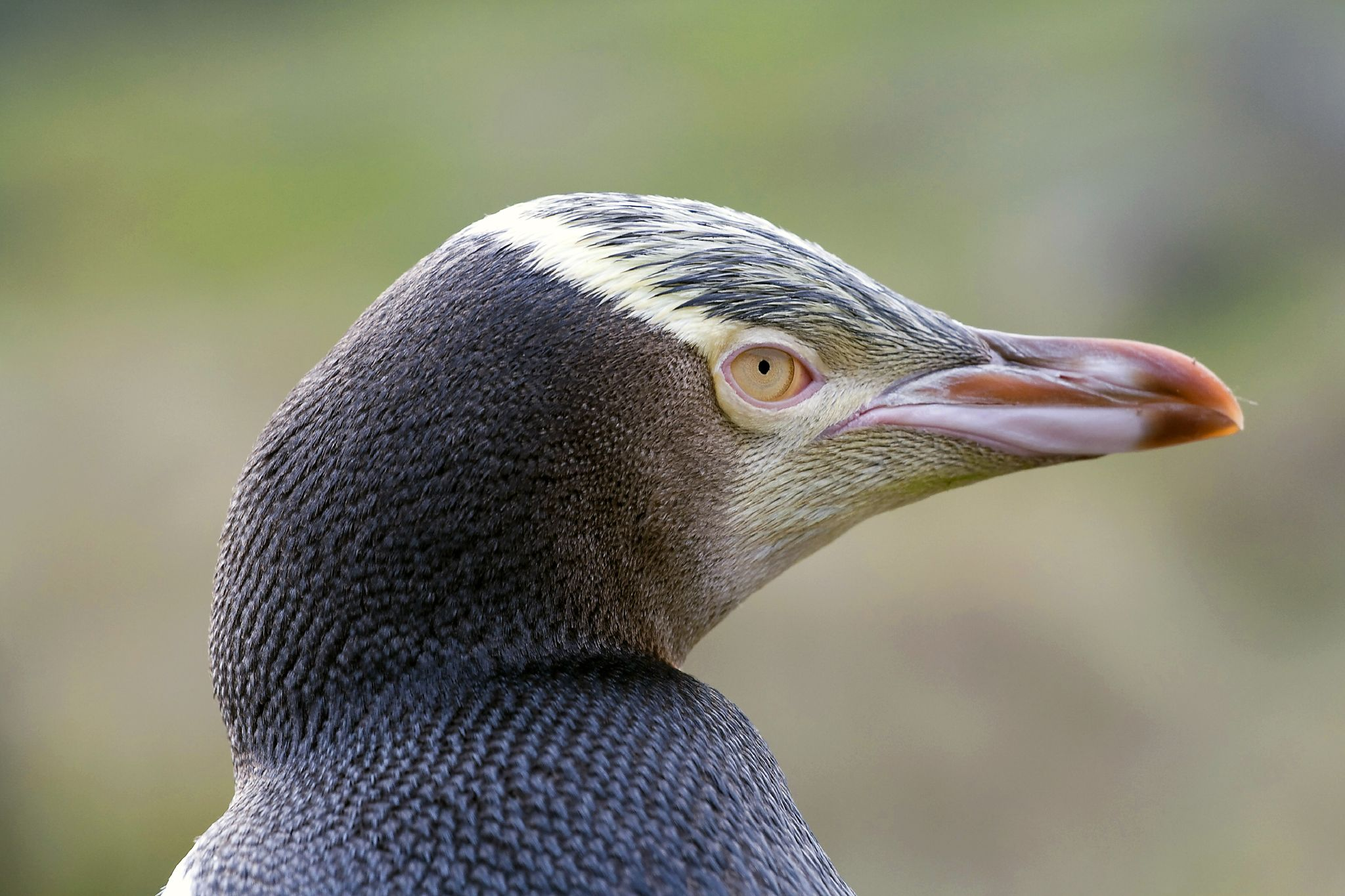
Portré

Új-Zéland Déli-szigetének déli és keleti partján, a Stewart-szigeten, az Auckland-szigeteken és a Campbell-szigeten fészkel, a többi időt a tengereken tölti. A Déli-sziget költő populációja az elmúlt 40 évben 75%-kal csökkent. Ez a populáció elszigetelt, vérfrissítés nem várható.

## Megjelenése, felépítése
Magassága elérheti a 80 centimétert, testtömege a 9 kilogrammot. Hátoldala a többi pingvinéhez hasonlóan sötét (sötétkék, illetve palaszürke), fejteteje viszont sárga. Hasa – ugyancsak a többi pingvinnel egyezően – fehér. Sárga szeme körül világos szemcsíkja van. A hím pingvin nagyobb, mint a nőstény, és a legtöbbször tovább is él.

## Életmódja
Víz alá bukva fogja meg kisebb halakból és puhatestűekből álló táplálékát. A szárazföldön ügyesen szalad és ugrik.
A vedlés idején 3 hétig nem eszik, és közben testtömegének csaknem felét leadja[forrás?]. A fák gyökerei között földbe vájt üregben fészkel, a parttól akár kilométernyire. Tojásain két hétig kotlik. A fiókákat rövid ideig szüleik gondozzák, majd csapatosan „óvodákba” verődnek össze. Csak mintegy száz nap elteltével mennek a tengerre, miután levedlették a fiókákra jellemző, pelyhes, barna tollazatukat – odáig szüleik napi 40–50 dkg halat hordanak nekik.
A sárgaszemű pingvinek sokáig élnek, némelyikük még 20 évnél is tovább. Hím mindig több van, mint tojó: eleve több születik, és a tojók halandósága is nagyobb.

## Természetvédelmi helyzete
Mára a leginkább veszélyeztetett fajjá vált a pingvinfélék családján belül.
Állományainak visszaesésében elsősorban fészkelőhelyeinek megsemmisülése játszotta a fő szerepet. Főleg a part menti erdők tarvágása érintette súlyosan a fajt. A letarolt területeket a farmerek hasznosítják, ami további zavaró tényező a költési időszakban. A régióban gyakori halászat miatt sok állat a halászhálókban pusztul el. Ezenkívül a térségben járó olajszállító hajók is problémát okozhatnak. Egy-egy baleset következtében az olajjal szennyezett víz tönkreteszi tollazatuk víztaszító képességét, így a madarak vagy megfagynak a hideg vízben vagy vízbe fulladnak. A térségben elhaladó repülőgépek zaja állandó pánikot kelt a kotló madarak között.
Mindezek mellett az ember egy csomó idegen ragadozót is betelepített az Új-Zéland környéki szigetekre, amelyek elpusztíthatják a tojásokat és a fiókákat, sőt a nagyobb testűek akár a felnőtt madarakat is. A faj első ilyen ellensége a maori bevándorlókkal érkező polinéz patkány (Rattus exulans) volt. Ma már a hermelin, az elvadult macskák és kutyák is pusztítják.
Mára állományai nagyon lecsökkentek. Leggyakoribb a lakatlan Campbell-szigeten, ott nagyjából 600 pár költhet. Új-Zéland déli szigetén talán 30 költőpár maradt. A 2015-ös évi adatok szerint, körülbelül 1800 költőpár élhetett.
|  |  |

### Fordítás
- Ez a szócikk részben vagy egészben  a   Yellow-eyed penguin című angol Wikipédia-szócikk ezen változatának fordításán alapul.  Az eredeti cikk szerkesztőit annak laptörténete sorolja fel. Ez a jelzés csupán a megfogalmazás eredetét és a szerzői jogokat jelzi, nem szolgál a cikkben szereplő információk forrásmegjelöléseként.